# Nationale Verteidigungskräfte (Syrien)
Die Nationalen Verteidigungskräfte (abgekürzt und anglisiert häufig NDF; arabisch قوات الدفاع الوطني, DMG Quwwāt ad-Difāʿ al-Waṭanī) waren eine Dachorganisation, die regierungstreue Milizen im Syrischen Bürgerkrieg zusammenfasste. Sie wurde Anfang 2013 erstmals öffentlich bekannt gegeben und war eine Reaktion auf die Personalprobleme der Syrischen Armee, welche durch Desertion und Verluste erheblich geschwächt war. Zu ihren Hochzeiten umfasste die Miliz rund 60.000 bis 100.000 Mitglieder.

## Hintergrund und Gründung
Kurz nach dem Beginn des Bürgerkriegs hatten sich Volkskomitees gebildet, welche örtliche Milizen zum Einsatz gegen die Rebellen organisierten. Die Bildung der Komitees ging teilweise auf die Eigeninitiative von regierungstreuen Personen zurück oder erfolgte durch Verordnung des Apparats von oben. Das Regime reaktivierte auch die stillgelegte Parteimiliz der Baath-Partei, die Baath-Brigaden. Diese stellten rund 5.000 Kämpfer, die in Homs und Damaskus eingesetzt waren. Ende 2012 hatte sich eine Vielzahl von unabhängigen regierungstreuen Milizen gebildet, welche einen Großteil der Aufstandsbekämpfung des Assad-Regimes schulterten.
Am 9. Januar 2013 wurde erstmals die NDF in einem Propagandavideo erwähnt. Die syrische Regierung verfolgte mit der Gründung der NDF das Ziel den Mangel an kampfeswilligen Soldaten in der regulären Armee auszugleichen. Die Gründung der NDF soll auf die Initiative des Kommandeurs der Islamischen Revolutionsgarde Mohammad Ali Dschafari zurückgehen.

## Rolle im Bürgerkrieg
Der Auftrag der NDF war es als Hilfstruppen der Armee zu fungieren. Die NDF operierte in kleinen Einheiten, vorwiegend in Zugstärke und verfügte über leichte Infanteriewaffen. Ihren Nachschub erhielt sie direkt von Depots der regulären Armee. Manche Einheiten erhielten eine Ausbildung von rund zwei bis vier Wochen durch Kräfte der Hisbollah. Im Einsatz operierte die NDF als Leichte Infanterie in Zusammenwirken mit Einheiten der regulären Armee. Die NDF wurden teilweise in lokal gebundenen oder landesweit agierenden Einheiten eingesetzt.
In vielen Fällen wurden die NDF-Milizen von örtlichen, regimetreuen Geschäftsleuten organisiert und teilweise auch finanziert. Im Verlauf des Krieges erhielten die Milizen selbst das Recht offiziell an Kontrollstellen Zölle und Zwangsabgaben zu erheben. Ebenso profitierte die NDF von illegalen Aktivitäten wie Schmuggel, Drogenhandel und Entführungen. Mancherorts übernahmen sie auch die Verteilung von Hilfsgütern an die Bevölkerung. Dies führte im Verlauf dazu, dass NDF-Strukturen gewichtiger wurden als die eigentlich zuständige Staatsverwaltung.
Es sind Fälle belegt, bei denen örtliche NDF-Kader Entscheidungen der Regierung hintertrieben um ihre persönliche finanzielle oder machtpolitische Situation zu verbessern.
2013 bezifferten interne Quellen die Truppenstärke der in den NDF zusammengefassten Milizen auf rund 39.000 Milizionäre. Dieselbe Quelle bezifferte die Zahl der gefallenen Milizionäre 2013 auf 8.360. Offizielle iranische Angaben bezifferten die Stärke 2015 auf rund 100.000 Soldaten.
Ab 2018 erklärten russische Stellen eine Abschaffung der NDF durch Überführung in die reguläre Armee anzustreben. Auch Baschar al-Assad sprach sich öffentlich dafür aus. Hierfür wurde ein neues Korps in der Armee geschaffen, welches aus Milizeinheiten gebildet wurde. Das Vorhaben wurde nicht komplett abgeschlossen.
Die NDF verübten während des Krieges schwere Menschenrechtsverletzungen. So waren sie an Massakern an der Zivilbevölkerung, Verschwindenlassen, Plünderungen, Vertreibungen und sexueller Gewalt gegen Regimegegner beteiligt.